# Deșerturile Australiei

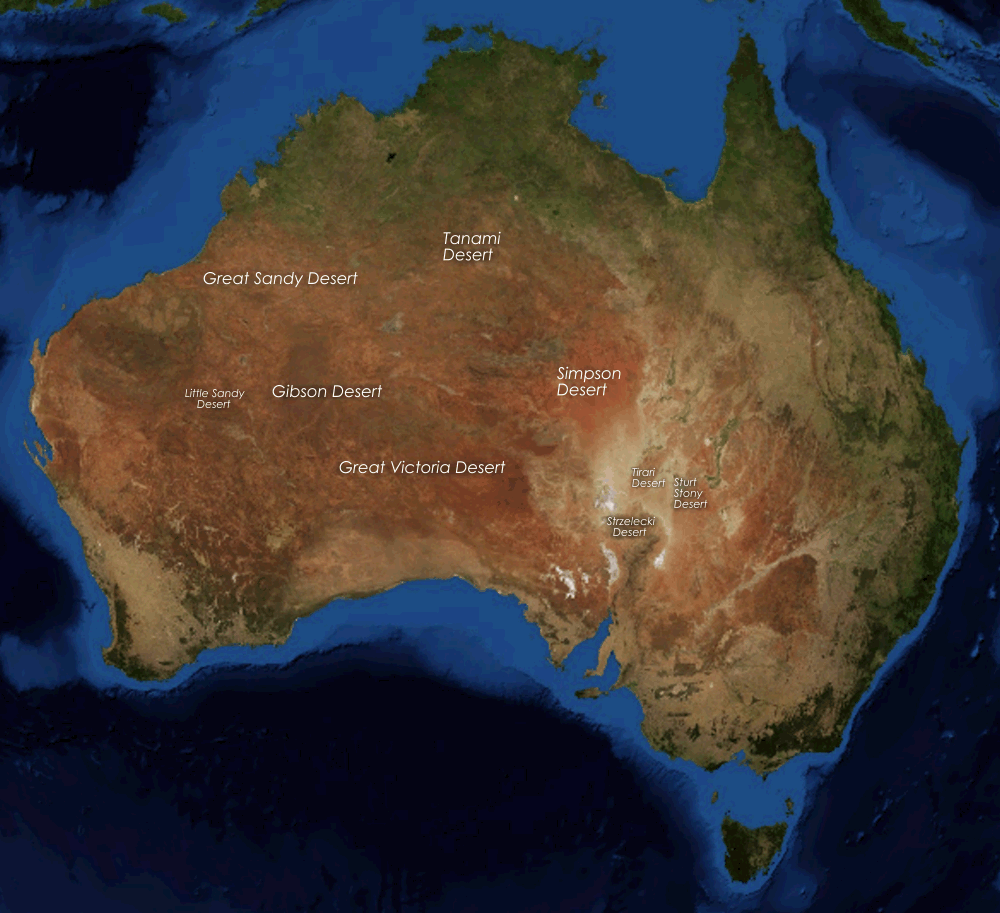
Deșerturile Australiei

Deșerturile Australiei  urmează ca mărime după Sahara și Antarctica ele însumează o suprafață de  1.560.000 km² cu un diametru de  1500 km. Ele sunt regiuni de deșert nelocuite între ele fiind zone de semideșert:
- Deșertul Gibson
- Marele Deșert Nisipos
- Marele Deșert Victoria
- Micul Deșert Nisipos
- Deșertul Nullarbor
- Deșertul Painted
- Deșertul Pedirka
- Deșertul Simpson
- Deșertul Strzelecki
- Deșertul Pietros Sturts
- Deșertul Tanami
- Deșertul Tirari